# حسين زهي
حسين زهي (بالفارسية: حسین زهی) هي قرية تقع في البلدة المركزية في إيران. يقدر عدد سكانها بـ 208 نسمة بحسب إحصاء 2016.